# Sulfhémoglobinémie
 Mise en garde médicale
La sulfhémoglobinémie est une pathologie rare caractérisée par un excès de sulfhémoglobine dans le sang. Cette dernière, généralement symbolisée par SulfHb, est un dérivé de l'hémoglobine de couleur verte résultant de la liaison d'un ion sulfure S2− avec le cation de fer ferreux Fe2+ de l'hème b et qui, ne pouvant être converti en hémoglobine fonctionnelle, provoque une cyanose même à faible concentration dans le sang, car la sulfhémoglobine est impropre au transport de l'oxygène. Cette cyanose se traduit par une décoloration du sang, de la peau et des muqueuses, qui deviennent bleuâtres ou verdâtres, et ce même si l'hémogramme ne révèle pas d'anomalie sanguine. Elle survient lorsque la fraction de sulfhémoglobine est supérieure à 0,5 % du total de l'hémoglobine sanguine.
Cette situation est généralement provoquée par la prise inappropriée de certains médicaments. C'est notamment le cas du sumatriptan (prescrit pour les migraines) en cas de surdosage, de la sulfasalazine (un anti-inflammatoire), de la phénazopyridine (un analgésique), ou encore des antibiotiques sulfamidés. Cet état se résorbe généralement de lui-même avec le renouvellement des érythrocytes, bien qu'une transfusion sanguine puisse être nécessaire dans les cas extrêmes.